# Tipala
Tipala® es una variedad cultivar de ciruelo (Prunus domestica), de las denominadas ciruelas europeas, es marca registrada® Variedad club.
Una variedad de ciruela criada en 1981 por Walter Hartmann en la Universidad de Hohenheim Stuttgart Alemania, mediante el cruce de las variedades 'Tiroler Zuckerzwetschge՚ x 'Opal', y se comercializó en 1999.
Las frutas tienen una talla de tamaño medio a grande de forma elíptica ligeramente asimétrica, con peso promedio de 40 a 50 g, piel amarilla más o menos clara con rubores rosados o puntos carmín, recubierta de ligera pruina; sutura con línea poco visible, y pulpa color amarillo claro, de muy buen sabor, bastante diferentes a las ciruelas clásicas.

## Historia
'Tipala'® variedad de ciruela obtenida por el cruce de las variedades 'Tiroler Zuckerzwetschge՚ como "Parental Madre" x fecundada por el polen de la variedad 'Opal' como "Parental Padre", en 1981 por Walter Hartmann en la Universidad de Hohenheim, situada en Stuttgart, Alemania. Se comercializó en 1995 como marca registrada® Variedad club.
'Tipala'® es una de las variedades de ciruela resistente al Virus de la Sharka.

## Características
'Tipala'® árbol de porte de crecimiento suelto, ancho y medio-fuerte hace que Tipala se destaque positivamente en todos los surtidos, tanto con coronas planas como con formación de huso. Es autofértil, pero mejora las cosechas con el polen de otras variedades tales vomo 'P. Hanita', 'Katinka' o 'Cacaks Schöne'. Flor blanca, que tiene un tiempo de floración que comienza a partir del 15 de abril con el 10% de floración, para el 19 de abril tiene una floración completa (80%), y para el 1 de mayo tiene un 90% de caída de pétalos.
'Tipala'® tiene una talla de tamaño medio a grande de forma elíptica ligeramente asimétrica, con un cuello antes del cuero principal, con peso promedio de 40 a 50 g;epidermis tiene una piel amarilla más o menos clara con rubores rosados o puntos carmín, recubierta de ligera pruina, fina, blanquecina; sutura con línea visible, situada en una depresión muy suave, algo más acentuada junto a cavidad peduncular; pedúnculo de longitud mediano, fuerte; pulpa de color amarillo claro, de muy buen sabor, bastante diferentes a las ciruelas clásicas.
Hueso de fácil deshuesado, grande, alargado, muy asimétrico, con el surco dorsal muy ancho y profundo, los laterales más superficiales, zona ventral poco sobresaliente, superficie rugosa.
Su tiempo de recogida de cosecha se inicia en la primera decena de agosto. Madurada en el árbol, sabe muy bien.

## Usos
Se usa comúnmente como postre fresco de mesa buena ciruela de postre de fines de verano, y muy buena en elaboraciones culinarias.

## Cultivo
Variedad cultivada principalmente en Alemania, Estados Unidos, y República Checa.

## Características y precauciones
Valoración general: La variedad no se recomienda para zonas con heladas tardías de primavera.
Resistente al Virus de la Sharka. La resistencia de 'Tipala' a la sharka es el resultado de la hipersensibilidad de la cepa al virus. El tejido del árbol muere alrededor del sitio infectado, lo que detiene el avance del patógeno. Por lo tanto, 'Tipala' solo se puede criar en portainjertos libres de Sharka, si se injerta en un portainjertos infestado, el vástago no crecería debido a la reacción de rechazo.